# Nottfeld
Nottfeld (dänisch: Notfeld) ist eine Gemeinde im Kreis Schleswig-Flensburg in Schleswig-Holstein. Breau (Bredaa), Kuhholz (Koholt), Niefeld (Nyfeld) und Nottfeld liegen im Gemeindegebiet. 

## Geografie und Verkehr
Nottfeld liegt etwa 17 km nordöstlich von Schleswig und 12 km südwestlich von Kappeln zwischen der Bundesstraße 201 von Husum nach Kappeln und der Schlei.

## Geschichte
Der Ortsname wurde erstmals in König Waldemars Erdbuch 1231 als Nutæ fellæ angegeben. 1492 findet sich die Form Nutvelde. Der Name geht auf das altdänische nut (Mehrzahl nutæ, altnordisch: hnot, neudänisch: nød) für Nuss und fella für Feld (vgl. englisch field, westgermanisch: felþa, altnordisch: fold oder auch altnordisch fjall für Hochland) zurück und beschreibt ein mit Nusssträuchern bewachsenes Feld.
1787 erbaute der dänische König Christian VII. das Jagdhaus „Christianslyst“ in Nottfeld, das bis 1864 unter dänischer Krone stand. Seit 1952 wird es von der dänischen Minderheit als Jugend- und Fortbildungszentrum genutzt.

## Bilder

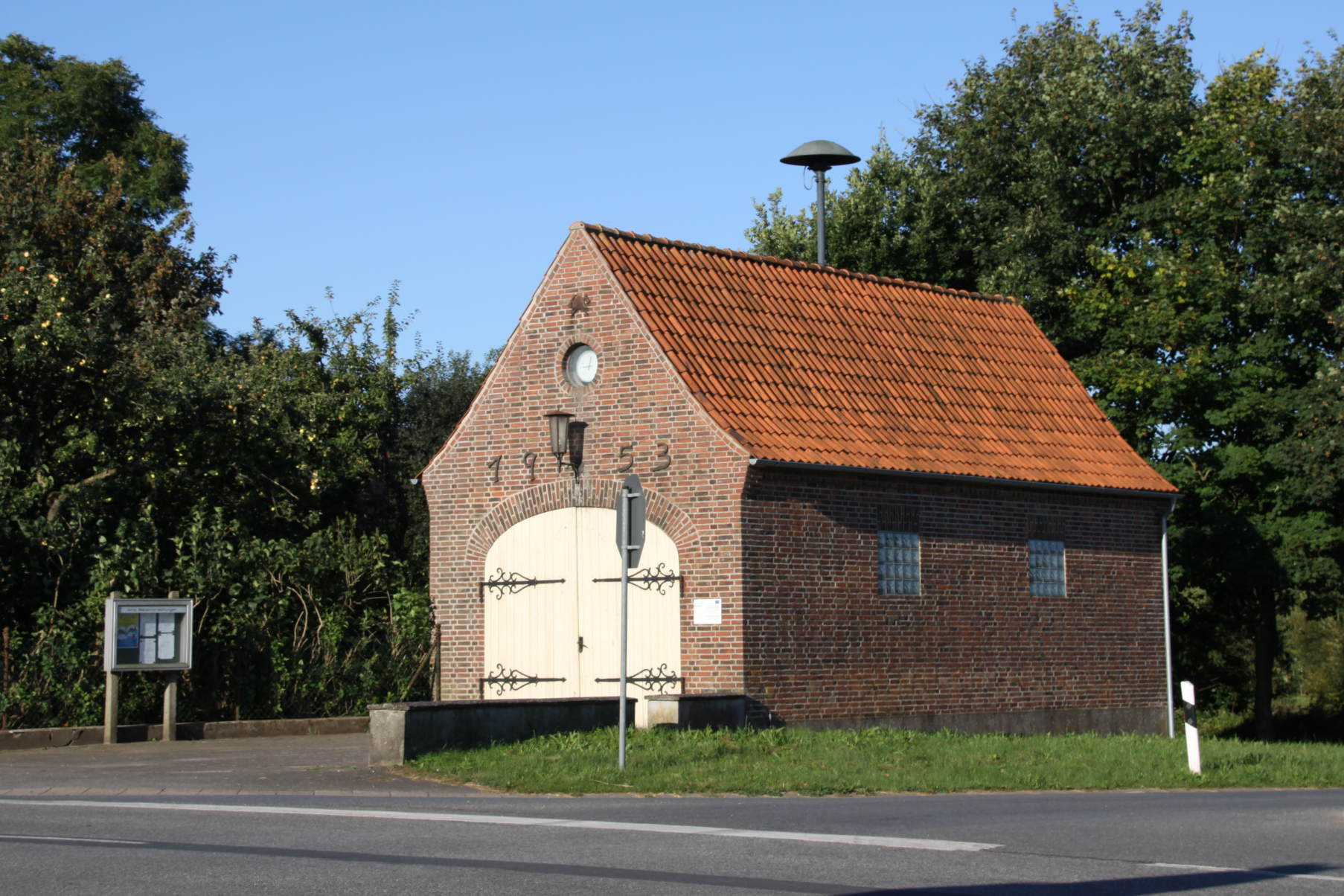
Ehemaliges Feuerwehrhaus Nottfeld
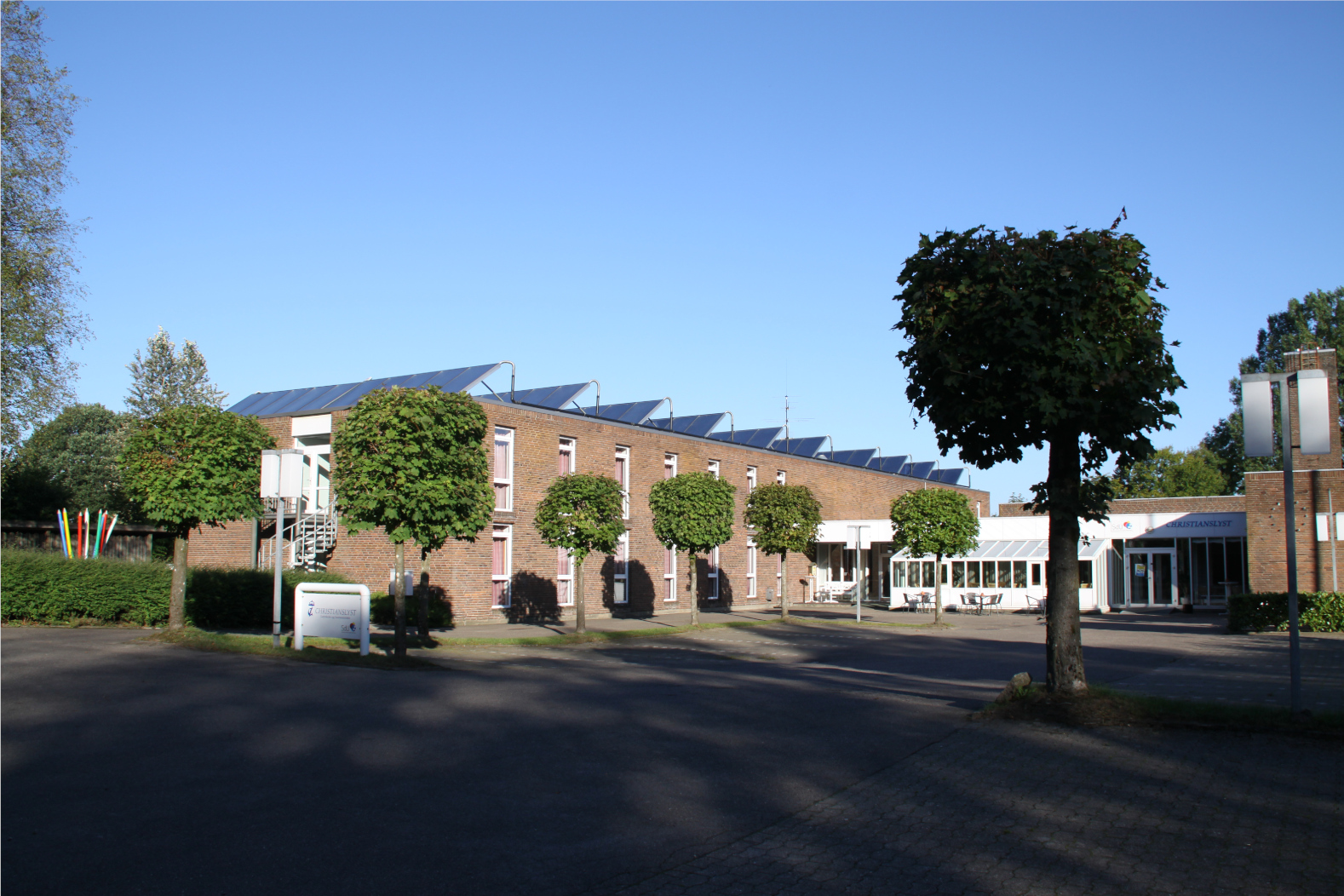
Jugend- und Fortbildungszentrum Christianslyst der dänischen Minderheit
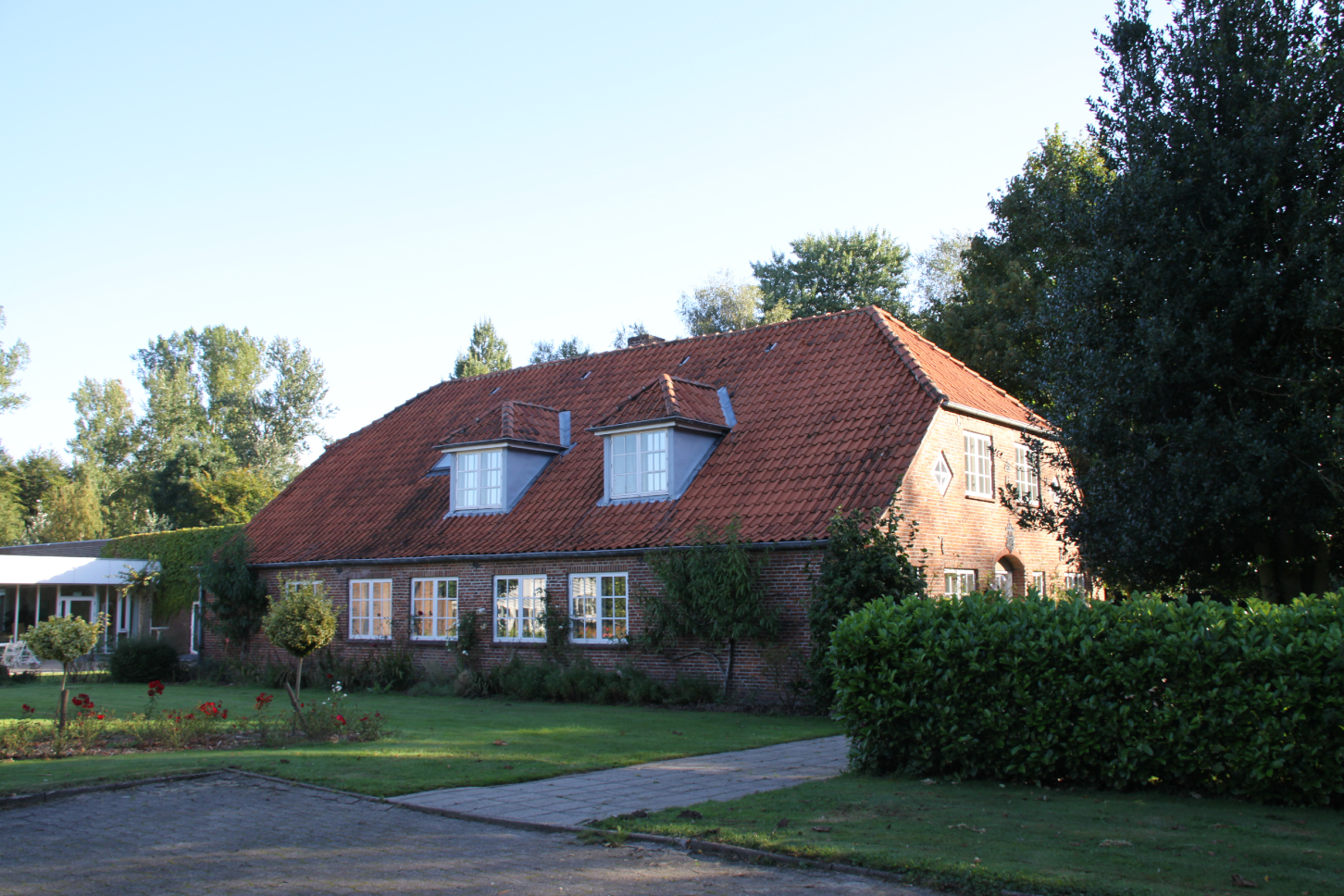
Jagdhaus Christianslyst

## Politik

### Gemeindevertretung
Bei der Kommunalwahl am 14. Mai 2023 wurden insgesamt sieben Sitze vergeben. Diese fielen erneut alle an die Kommunale Wählervereinigung Nottfeld. Die Wahlbeteiligung betrug 65,7 %.

## Wirtschaft
Die Gemeinde ist überwiegend landwirtschaftlich geprägt.

## Sehenswürdigkeiten
In der Liste der Kulturdenkmale in Nottfeld stehen die in der Denkmalliste des Landes Schleswig-Holstein eingetragenen Kulturdenkmale.